# FLWM
Fast Light Window Manager – środowisko graficzne napisane w języku C++ dostępne na warunkach licencji GNU General Public License.
Jest używany w minidystrybucjach Linuksa, jak na przykład Tiny Core Linux.